# Młody Matczak
Młody Matczak – drugi album studyjny polskiego rapera Maty. Wydawnictwo ukazało się 1 października 2021 roku nakładem wytwórni muzycznej SBM Label. Album w przedsprzedaży uzyskał status podwójnej platyny. Album był najczęściej odsłuchiwaną płytą polskiego artysty na platformie streamingowej Spotify w 2021 oraz 2. najczęściej kupowaną płytą w Polsce w 2021.

## Lista utworów
Opracowano na podstawie materiału źródłowego.
| 1.  | „Ikea (intro)”                                                                  | 2:22  |
|     |                                                                                 |       |
| 2.  | „Blok (skit)”                                                                   | 0:32  |
|     |                                                                                 |       |
| 3.  | „Blok” (gościnnie: Gombao 33)                                                   | 3:45  |
|     |                                                                                 |       |
| 4.  | „Skute bobo”                                                                    | 3:08  |
|     |                                                                                 |       |
| 5.  | „La la la (oh oh)” (gośc. White 2115)                                           | 2:48  |
|     |                                                                                 |       |
| 6.  | „Nasza klasa, ale to DRILL” (gośc. Popek)                                       | 3:43  |
|     |                                                                                 |       |
| 7.  | „2001”                                                                          | 2:57  |
|     |                                                                                 |       |
| 8.  | „We don’t Know Who did this Beat if It’s You Please Dm Us We Have Money (skit)” | 0:17  |
|     |                                                                                 |       |
| 9.  | „Faka”                                                                          | 2:05  |
|     |                                                                                 |       |
| 10. | „Szmata”                                                                        | 2:45  |
|     |                                                                                 |       |
| 11. | „Kurtz” (gośc. Taco Hemingway)                                                  | 4:15  |
|     |                                                                                 |       |
| 12. | „67-410”                                                                        | 5:11  |
|     |                                                                                 |       |
| 13. | „Skit (skit)”                                                                   | 1:00  |
|     |                                                                                 |       |
| 14. | „15,2 (Freestyle)”                                                              | 2:40  |
|     |                                                                                 |       |
| 15. | „Patoreakcja”                                                                   | 5:27  |
|     |                                                                                 |       |
| 16. | „Papuga” (gośc. Quebonafide, Malik Montana)                                     | 3:30  |
|     |                                                                                 |       |
| 17. | „Dzwoni papuga (skit)”                                                          | 0:10  |
|     |                                                                                 |       |
| 18. | „Kiss cam (podryw roku)”                                                        | 2:57  |
|     |                                                                                 |       |
| 19. | „Szafir”                                                                        | 3:16  |
|     |                                                                                 |       |
| 20. | „Bros Before Hoes (skit)”                                                       | 0:13  |
|     |                                                                                 |       |
| 21. | „Młody Bachor (outro)” (gośc. Gombao 33)                                        | 4:36  |
|     |                                                                                 |       |
|     |                                                                                 | 57:37 |
|     |                                                                                 |       |

## Nagrody i nominacje
| Rok  | Kategoria                         | Nagroda                 | Rezultat |
| ---- | --------------------------------- | ----------------------- | -------- |
| 2021 | Najpopularniejsze albumy w Polsce | Statystyki Spotify 2021 | Wygrana  |
| 2022 | Bestsellery Empiku                | Muzyka rap & hip-hop    | Wygrana  |
| 2022 | Bestsellery Empiku                | Nagroda Publiczności    | Wygrana  |

## Notowania i certyfikaty

### Pozycje w notowaniach OLiS
OLiS jest ogólnopolskim notowaniem, tworzonym przez agencję TNS Polska na podstawie sprzedaży albumów muzycznych na nośnikach fizycznych (nie uwzględnia zatem informacji o pobraniach w formacie digital download czy odtworzeniach w serwisach streamingowych).

### Notowania cotygodniowe
| Tydzień | 1      | 2      | 3      | 4      | 5      | 6      | 7      | 8      | 9      | 10     | 11     | 12     | 13     | 14     | 15     | 16     |
| ------- | ------ | ------ | ------ | ------ | ------ | ------ | ------ | ------ | ------ | ------ | ------ | ------ | ------ | ------ | ------ | ------ |
| Pozycja | 1      | 1      | 1      | 2      | 5      | 3      | 4      | 9      | 8      | 7      | 9      | 7      | 1      | 9      | 5      | 5      |
| Źródło  | [ 7 ]  | [ 8 ]  | [ 9 ]  | [ 10 ] | [ 11 ] | [ 12 ] | [ 13 ] | [ 14 ] | [ 15 ] | [ 16 ] | [ 17 ] | [ 18 ] | [ 19 ] | [ 20 ] | [ 21 ] | [ 22 ] |
| Tydzień | 17     | 18     | 19     | 20     | 21     | 22     |        |        |        |        |        |        |        |        |        |        |
| Pozycja | 5      | 8      | 7      | 9      | 7      | 17     |        |        |        |        |        |        |        |        |        |        |
| Źródło  | [ 23 ] | [ 24 ] | [ 25 ] | [ 26 ] | [ 27 ] | [ 28 ] |        |        |        |        |        |        |        |        |        |        |

| Miesiąc          | Pozycja |
| ---------------- | ------- |
| Październik 2021 | 1       |
| Listopad 2021    | 4       |
| Grudzień 2021    | 5       |
| Styczeń 2022     | 6       |

| Rok  | Pozycja |
| ---- | ------- |
| 2021 | 27      |

### Certyfikaty i sprzedaż
| Data                 | Certyfikat ZPAV     | Sprzedaż |
| -------------------- | ------------------- | -------- |
| 13 października 2021 | 2× platynowa płyta  | 60 000+  |
| 27 października 2021 | 3× platynowa płyta  | 90 000+  |
| 8 czerwca 2022       | diamentowa płyta    | 150 000+ |
| 3 lipca 2024         | 2× diamentowa płyta | 300 000+ |

## Historia wydania
| Data                | Format                            | Wytwórnia |        |
| ------------------- | --------------------------------- | --------- | ------ |
| 1 października 2021 | CD · streaming · digital download | SBM Label | [ 37 ] |
| 28 grudnia 2021     | winyl                             | SBM Label | [ 38 ] |